# Almanah Anticipația
Almanahul Anticipația a fost un almanah de literatură științifico-fantastică și de popularizare a științei publicat de revista „Știință & Tehnică”, editată de C.C. al U.T.C.. Primul număr a apărut în vara lui 1982, deși pe copertă scria Almanahul Anticipația 1983. A primit în 1993 la Saint Helier, Jersey, Regatul Unit premiul Eurocon Hall of Fame pentru cea mai bună revistă.

## Almanah Anticipația 1983
Primul număr, publicat în 1982, începe cu o expunere a lui Ioan Albescu cu următoarele paragrafe: Contracția timpului, Știința predicției, Strategia vieții, Fantasticul științei și Arta anticipației. Urmează SF Ancheta în care se pun următoarele întrebări: 
- 1. Care considerați că va fi, în domeniul dv. de activitate, descoperirea științifică de cea mai mare importanță pentru omul secolului XXI?
- 2. Dacă, în ce împrejurări și când anume considerați că se va produce contactul omenirii cu o civilizație extraterestră?
- 3. Cum vedeți dezvoltarea comunicării interumane în secolul viitor?

La aceste întrebări au răspuns dr. docent în ecologie Dumitru Teaci, conf. dr. ing. Mariana Beliș, acad. Nicolae Teodorescu, prof. dr. ing. Ionel Purica, muzicianul Aurel Stroe, prof. dr. docent David Davidescu, Nicolae Ionescu-Pallas, dr. Lucian Gavrilă, Constantin Carussos, Adrian Rogoz, Ioan Aron, Mihaela Sava, Ștefan Popescu Vifor, Laurențiu Dumitrescu, Sorin Ștefănescu, Alexandru Mironov și alții. Profesorul Călin N. Turcu prezintă un articol numit Inscripții la pietrele Rotării?, iar Virgil Oghină scrie un articol denumit Traian sau Burebista?. Alte articole grupate în capitolul BIT: Palenque. Propunere pentru o concluzie finală și Supercivilizații extraterestre sau Miracol cosmic? de Gheorghe N. Popescu; ConceptulDa.Kșa de  prof. Madi Pavelescu, Tezaurul de la Pietroasele de Florin Olteanu, Schema trilitului de la Sttonehenge: Un plan Megalitic de Mona S. Philips (SUA). Alte articole sunt grupate în tema Știința la frontierele cunoașterii care cuprinde articole ca  Ipoteza bioritmurilor de Alexandru Vilan sau Quasarii și vitezele supraluminice de Anca Roșu. Alte articole: Literatură și Cinematograf SF de Călin Stănculescu.
În rubrica Galaxia SF Eveniment sunt prezentate mai multe cărți, cum ar fi : Romulus Dinu - O lume congelată,  Editura Albatros; Mihail Grămescu - Aporisticon, Editura Albatros, colecția „Fantastic Club”, 1981; Gheorghe Săsărman - 2000. 
În almanah sunt și o serie de povestiri SF scrise de autori români, cum ar fi Arapabad, Isopolis de Gheorghe Săsărman, Norocosul de Alexandru Ungureanu, Zece secunde de Dorin Davideanu, Fântânile - piesă științifico-fantastică într-un act de Romulus Bărbulescu și George Anania, Transhumanța, Zborul, Ucigașul de fluturi de Mihail Grămescu, Transferul de Romilă Florin ș.a
Lucrări străine: Vitraliul și geamul și Bila de biliard de Isaac Asimov, Pe planeta Adnaxas nu sunt copaci de Henry Gregor Felsen, Poveste cu spioni de Robert Sheckley, Operație de rutină de Jean-Pierre Andrevon, Reabilitare de Gérard Klein, Flori pentru Algernon de Daniel Keyes ș.a
Almanahul Anticipația 1983 conține imagini realizate de Giuseppe Festino, Alexandru Andrieș, A. Fomenko, A. Leonov, Dan Farcaș, Sandu Florea, Mereț Alexandru, Vinicius Pradella, Ruth Vouner, Viorel Pîrligras, Emil Bogos, Jacques Wyrs, Lucian Pop ș.a.

## Almanah Anticipația 1984
Literatură română:
- Un animal fantastic și Cordoba stelelor, benzi desenate de Viorel Pîrligras
- Comando, de Ioan Popa
- Contactul, de Dănuț Ungureanu
- Protezozaurii, de Gheorghe Păun
- O decizie grăbită, de Florian Mîciu
- Fericitul Adam, de Ovidiu Bufnilă
- Dragii mei foști, de I.M.Mihail Ionescu
- De la catedră, de Horia Aramă
- Playback, de Daniel Manole
- Sufletul pavezei, de Titus Flipaș
- Poem S.F., de Alexandru Pecican
- Datoria, de Dănuț Ungureanu
- Agresiunea nocturnă de Eduard Jurist
- Gestul care de Vladimir Colin
- Tatuum sonaria de Ovidiu Bufnilă

Literatură străină:
- Ce vine din adîncuri (Ce qui vient des profondeurs, 1967) de Daniel Drode
- Dagon de H.P. Lovecraft (traducere Ion Șerban)
- „Hoiti-Toiti” de Aleksandr Beleaev
- „Mașina se oprește” de E. M. Forster
- Jupiter Cinci de Arthur C. Clarke
- Sînt imensă, conțin mulțimi, de Melissa Michaels
- Planeta moartă, de Eduard Hamilton
- O astronavă de piatră, de Lisa Tuttle
- Întîlnire neașteptată, de Ilja Djerekarov
- Implicația iubirii, de Shinichi Hoshi (星 新)
- Marți, oamenii sunt sparți, miercuri, oamenii sunt cercuri (The Sliced-Crosswise Only-On-Tuesday World) de Philip Jose Farmer
- Codemus, de Tor Åge Bringsværd
- Salvarea vieții, de Mihail Puhov
- Dimineață senină după o lungă noapte, de Ghennadi Melnikov
- Întoarcerea acasă, de James Tiptree
- Factorul limită, de Clifford D. Simak
- Regii nisipurilor, de George R.R. Martin
- Întoarcerea de pe planeta Ei Bi, de Milivoj Andjelovici
- Malul celălalt, de Lino Aldani
- Înaintea plecării de Siegmar Erkner

Medalioane: Alexandru Ungureanu, Radu Pintea, Rodica Bretin, Marcel Luca

## Almanah Anticipația 1985
Literatură română:
- „Ia te uită la el” de Dan Merișca
- „Salt în destin” de Vladimir Bucur
- „Poate... mîine... Iva” de Răzvan Haritonovici
- „Error” de Mirela Paciugă
- „Trandafirul” de Oana Durican
- Medalion Adrian Rogoz: „Inima de ciută”
- Medalion George Ceaușu: „Steaguri sub zid”;
- Medalion Vladimir Colin: „Martorii”, „Refugiul nopții”
- „Simulacru de Tudor Negoiță
- Medalion Mihail Grămescu : „Înîlniri matinale”, „Cântecul Libelungilor”
- „Sintetizatorul” de Victor Martin
- „Necuvîntări” de Ana Maria Popescu
- „Stare de zbor” de Faur Agachi
- „Supraviețuitorii” de Dan Merișca
- „Artele marțiale moderne” de Alexandru Ungureanu
- „Greșeala Marelui MO” de Mihai Bistriceanu
- „Discuție neoficială” de Dan D. Farcaș
- „Însingurații” de Cătălin Ionescu
- „Caroline Project” de Marcel Luca
- „Testul” de Mircea Zăvoianu
- Medalion Lucian Ionică: „Dincolo de albastrul cerului”
- „Pe cale de dispariție” de Lucian Merișca
- „Test” de Horia Aramă
- Comano (BD) adaptare după Ioan Popa, desene de Radu Cătăniciu
- Poarta (BD) de Viorel Pîrligras
- Cetatea morților (BD)  scenariu de Vladimir Colin, desene de Sandu Florea

Literatură străină:
- „Arena” de Frederic Brown, traducerea Mihai-Dan Pavelescu
- „Timp mort în Piccadilly” (The Piccadilly Interval) de Edmund Cooper, traducere Mircea Opriță
- „Cu racheta de ocazie” de Mihail Puhov, traducere Vasile Oroian
- „Ce-și face omul cu mâna lui” (traducere Ion Mirea Șerbănescu) și „Robotul dispărut” de Isaac Asimov (traducere Mihaela Popa)
- Medalion Herbert W. Franke: „Vrem să-l vedem pe Darius Miller!”, „Neîncredere”, „Expediția”
- „Învierea” și „Robotul atotștiutor” de Taku Mayumura (traducere G. Cionca)
- „Gaura cheii” de Murray Leinster (traducere Mihaela Popa)
- „Misterul venusianului” de Xiao Jianheng (traducere Constantin Lupeanu)
- „Vești bune de la Vatican” de Robert Silverberg (traducere Nina George Daian)
- „Pastila” de Rosalind Straley
- Picnic la marginea drumului de Arkadi și Boris Strugațki (traducere Valerian Stoicescu)
- „Cometa” de Jayant Vișnu Narli-Kar (traducere din limba hindi de dr. Suraj Bhan Singh și Cornel Sterian)

## Almanah Anticipația 1986
Literatură română:
- Anomia de Mihail Grămescu
- Și ieri va fi o zi, Mircea Nedelciu,
- Colții tăioși ai speranței, de Constantin Cozmiuc
- Planeta celor doi sori, de Horia Aramă
- Oamenii Pămîntului, de Veronica Pătruț
- Abandonat în Paradis, de Vladimir Bucur
- Balada cavalerului programator, Cristian Tudor Popescu
- Confruntarea, de Alexandru Ungureanu
- „La noapte vom fi împreună” de Arthur Mihăilă

Literatură străină:
- „Copilul dimineții” (Morning Child) de Gardner Dozois, traducere de Mihai-Dan Pavelescu
- „Cum a fost descoperit Morniel Mathaway”, de William Tenn, traducere de Dan Iordache și Dan Merișca
- „Arca” (Ковчег), de Nikulai Gudaneț, traducere de  Vasile Orioian
- „Talentele Xandienilor” (The Skills of Xanadu), de Theodore Sturgeon, traducere de Dan Iordache
- „Domnișoara Prinks”, de Gordon Ronald Dickson, traducere de Constantin Cozmiuc
- „Stabilitate” (Stability), de Lester del Rey, traducere de Constantin Cozmiuc
- „Dincolo zace wubul”, Philip K. Dick, traducere de Gărbacea Radu
- „Linia terminală”, de Mihail Puhov, traducere de Valerian Stoicescu
- „Zeul pe care îl aduce vîntul”, de Francisc Carsac, traducere de Ștefan Ghidoveanu
- „Muștele” de Robert Silverberg, traducere de Dorin Davideanu
- „Prea sublima mea misiune”, de Poul Anderson, traducere de Ioona Rauschan
- „Ceea ce sîntem” de Robert Sheckley, traducere de Dan Alexe
- „Într-o zi de toamnă pe șosea, de Pavel Vejinov, traducere de Ion Ilie Iosif
- „Cum a descoperit Georges Duchamps un complot pentru cucerirea lumii” de Alexei Panshin, traducere de Smaranda Zănescu
- Lumea Alisei de Sam Lundwall, traducere de Silviu Genescu

Medalioane Viorel Pîrligras, Dănuț Ungureanu, Silviu Genescu

## Almanah Anticipația 1987
Literatură română:
- „U-gresiunea de Mihail Grămescu
- „Pasărea de cuarț de Bogdan Rusu

Almanahul Anticipația 1987

- „Caleașca din Telios de Dorin Davideanu
- „Ancheta fără sfârșit de Gheorghe Păun
- „Pași pe Lună de Paul Spînu
- „Incursiune de Ștefan Ghidoveanu
- „Zece kilograme de uraniu de Mihnea Columbeanu
- „Poveste de Mirela Paciuga
- „Zărghitul de Tudor Negoiță
- „Sfârșitul utopiei de Sorin Antohi
- Paznicul timpului (fragment de roman) de Mircea Opriță
- „Cassargoz de Cristian Popescu
- Medalion  Ion Doru Brana: Mic ghid bibliografic. Pentru amatorul de călătorii în timp și paradoxuri temporare (eseu)
- „Scurta carieră a lui Antonio Rosales de Marcel Luca
- „Holograma de Radu Honga
- „Pași pe Lună” de Paul Spînu
- „Piațeta cu bănci de marmură” de Bogdan Ficeac[2]

Literatură străină:
- „Golful delfinului” („Dolphin's Way”) de Gordon R. Dickson, traducere de Silviu Genescu
- „Timpul și bulevardul trei” (Of Time and Third Avenue) de Alfred Bester, traducere de Delia Alexandra Poenaru
- „Nunta unei flori”  („Virágnász”) de Biró László Péter, traducere de P.T. Sugár[3]
- „Ne putem reaminti totul pentru dumneavoastră” („The Little Black Box”, altă denumire „We Can Remember It for You Wholesale”) de Philip K. Dick, traducere de George Veniamin
- „Capcana de sticlă” de Herbert Franke, traducere de Lucian Hoancă
- „Ultima luptă” de Alexandr Kravcenko, traducere de Vasile Oroian
- „Aventurile unui robot”  (Похождения робота) de Alexandr Petrin, traducere de Vasile Oroian
- „Nodul” de Elisabeth Vonarburg  , traducere de Ion Doru Brana
- „Imposibil” (Не может быть) de Mihail Crivici (Михаил Кривич) și Olghert Olghin, traducere de Mircea Podină
- „Patrula timpului” („Time Patrol”) de Poul Anderson, traducere de Dorin A. Groza

## Almanah Anticipația 1988
Literatură română:
- Noapte bună, Tereza, de Marian Truță
- Peisagistul, de Silviu Genescu
- Maidanul cu extratereștri, de Constantin Cozmiuc
- Tina Dansatoarea, de Cristian Teodorescu,
- Am fost zeu, de Ovidiu Șerb
- Fado, de Cătălin Ionescu
- Simularea, Într-o zi la zoo, Concertul, Ciclul, de Răzvan Haritonovici,
- Break, de Cristian T. Popescu,
- O după amiază la Lake Horn, de Dănuț Goanță,
- Boală divină , de Constantin Cubleșan,
- Șapte oameni cu joben, Strada Cosmos, Communique, de Ovidiu Bufnilă,
- Tactică și strategie, de Marcel Luca
- Șansa noastră s-a numit Adam, de Sergiu Someșan
- Creierii lui Ambrosio, de Dan Farcaș,
- Eterna meserie a viitorului, de Dan Ursuleanu
- Casa fiilor (un basm atomic), de Mihail Grămescu
- Greona, de Valentin Ciocșan
- Callysto, de Bogdan Ficeac,
- Fratele meu geamăn sunt chiar eu, de Viorel Mihalcea,
- Lumea de poimîine?, de Corneliu Omescu
- Coșmarul se numește Fanduum, de George Ceaușu
- medalion Mircea Șerbănescu: Balada cosmică; Vocea; Taina pietrelor calde
- medalion Mihnea Columbeanu: Eternul purgatoriu

Literatură străină:
- Sculptură lentă de Theodore Sturgeon, traducere Mihai-Dan Pavelescu
- Jocul șobolanului și al dragonului (The Game of Rat and Dragon) de Cordwainer Smith, traducere Mihai-Dan Pavelescu
- „I” de la iubire de Bernd Kling, traducere Peter Sragher
- A doua invazie a marțienilor de Arkadi și Boris Strugațki, traducere Valerian Stoicescu
- Un articol de lege de Isaac Asimov, traducere  Dan Bucur
- Sfârșitul eternității (fragmente) de Isaac Asimov, traducere Anca Răzuș
- Revenirea puterii (Comes Now the Power), de Roger Zelazny, traducere Mihai-Dan Pavelescu

## Almanah Anticipația 1989
Literatura română
- Blestemul, Renașterea Poetului, Moartea lui Lișiță, de Alexandru Ungureanu,
- Imagini în oglindă, de Răzvan Haritonovici,
- Împușcă Luna, de Ovidiu Bufnilă,
- Casa cu etaj din colțul străzii, de Adrian Ionescu,
- Născocitoarea, de Daniela Piengal
- Adevărul despre labirint, de Paul Ciocan,
- Steaua de veghe, de Alexandru Tom,
- Epopeea spațială 2084 (fragmente) de Ioan Groșan
- Orașul incert, de Valentin Dabija,
- Încăpățînare, Răbdare, Necunoscutul, Precocitate;  Înțelegere de Mircea Ioan
- La marginea nopții, de Dragoș Vasilescu,
- Dosar 74, de Cristian Mihail Teodorescu,
- Curcubeu pe cer, de Viorel Pîrligras,
- Bolovanul, de Cristian Tudor Popescu
- Din nou acasă, de Dănuț Ungureanu,
- Selima nu plînge niciodată, de Alina Ungureanu,
- Magma la cuptor, Gaură în cer, de Corneliu Omescu,
- Vînătorii, de Dorin Davideanu,
- Generalului nu are cine să-i vorbească, de Victor Nănescu
- Ultimul model, de Sorin Ștefănescu,

Literatură străină
- În pragul mileniului III, eseu de Arthur C. Clarke, traducere Mircea Podină
- Gheață și stele, de Ugo Malaguti,  traducere Doina Opriță
- Înălțarea de pe Alkaid, de Chris Morgan, traducere Irina Horea
- De-a v-ați ascunselea, de Arthur C. Clarke, traducere Anca Răzuș
- Marea așteptare (fragmente), de James E. Gunn, traducere Nina George Dăianu, Ion-Mirea Șerbănescu Răcoasa
- Johnny Mnemonic, de William Gibson, traducere Ion Doru Brana
- Frazbile și granchioase, de Lewis Padgett, traducere Mihai-Dan Pavelescu
- Cușca ("The Cage"), de Bertram Chandler, traducere Florin Bonciu
- Păsări lente de Ian Watson, traducere Ioana Robu
- Prizonierul de Ernest Martin, traducere Valerian Stoicescu

## Almanah Anticipația 1990
Literatură română:
- Prisăcarul de George Anania,
- Ora de lectură de Horia Aramă,
- Sălciile nu plîng decît seara, de Romulus Bărbulescu
- Copilul a intrat în pădure, de Dan Farcaș
- Noaptea măturătorului, de Voicu Bugariu,
- A treia invazie marțiană, de Cristian Tudor Popescu,
- Comerț și ecologie, de Marius Stătescu.
- Spre țărm, înainte, de Carmen Cioroianu,
- Ai lămpi ca tanti Hana?, de Constantin Dumitrescu,
- Pe plajă, de Viorel Pîrligras,
- Aventuri în epoca de piatră, de Radu Honga,
- No comment, de Dodo Niță,
- Colonie pentru o mie de ani, de Aurel Cărășel,
- Relatare de la Valea Seacă de Mihai Alexandru,
- Zboruri fel de fel, de Alexandru și Ovidiu Pecican,
- Drumul spre casă, de Adrian Chifu,
- Cronolit, de Dorin Davideanu,
- Sub cerul de plumb, de Dorin Davideanu,
- Acasă printre nori, de Constantin Cozmiuc
- Dosar rezumativ nr.453 de Voicu A. David,
- Sayonara,  de Silviu Genescu,
- Muzeul-Audiență-Întrebări-Greșeală, de Lucian Ionică
- Incursiune în cotidian, de Traian Urdea
- Argument, de Eugen Timbuș (poezii)
- Privind spre Titanic, de Silviu Genescu,
- Șopronul cu neuristori, de Constantin Cozmiuc
- Pași pe o curbă deschisă, de Dănuț Ungureanu,
- Recviem pentru păpuși, de Adrian Mihail Ionescu,
- Radiografia unei călduțe așteptări, de Lucian Vasile Szabo,
- Noaptea fantasmelor, de Bogdan Ficeac
- Între oglinzi mișcătoare, de Gheorghe Păun,
- Convoiul, de Sorin Simion,
- Robinsonul spațiului, de Victor Martin,
- Cutia roșie Arhivat în 21 iulie 2017, la Wayback Machine., de Eugen Lenghel,
- Tudose contra calculator, de Alexandru Ungureanu,
- Curcubeu, de Ovidiu Bufnilă
- Piesă de jazz, de Ovidiu Bufnilă

Literatură străină:
- Fluturii albaștri, de Pavel Vejinov traducere de Ion Ilie Iosif
- Piciul, roman de Arkadi și Boris Strugațki traducere de Valerian Stoicescu
- Condiția umană de Tadeusz Markowski traducere de Ion Sorin Hobana
- Generoasa molimă de David Brin traducere de Mihai-Dan Pavelescu
- Imagini consecutive de Malcolm Edwards traducere de Cristian Tămaș
- Definitiv și irevocabil de A. Fisenko traducere de Vasile Oroian
- Lipitoarea de Robert Sheckley traducere de Rodica Chiriacescu
- Invariant, de John R. Pierce traducere de Anca Cațichi
- Moartea unui șoarece, de Howard Fast  traducere de Lucian Merișca

## Almanah Anticipația 1991
Literatură română:
- Locțiitorul de Constantin Cubleșan
- Sfera de aur de Horia Aramă
- Orașul spațial de Doru Tătar
- Jocul cu sfere de Dimitrie Lupu
- Bună dimineața Matei de Dan Ichim
- Oameni dintr-o bucată de Victor Cilincă
- Rondelul O.Z.N.-ului de Paul Negulescu (poezie SF)
- Singur de Valentin Dupac (poezie SF)
- Astronautul de Valentin Dupac (poezie SF)
- Flecarul de Victor Antohi
- Umor S.F. de Dimitrie Lupu
- De la fereastră de Sorin Francisc
- Viața pe jumătate de Dimitrie Lupu
- Incursiune științifică de Ruxandra Adrian
- Ziua când vor veni extratereștrii de Lucian Merișca
- Superus de Răzvan Haritonovici
- Puntea de Mircea Cotârță
- Vecinul meu de Sorin Francisc
- Facerea de Szasz Geza
- Niță de Ștefan Nicolici
- Puzzle de Victor Nănescu
- Cobai pentru creativitate de Elza Cenușă
- Umbre pe marginea falezei de Györffy György
- Zorii unei lungi nopți de Lucian Merișca
- Cristal de Ovidiu Bufnilă
- Aventurile unui timponaut de Liviu Pîrțac
- Oranj de Lucian Ionică

Literatură străină:
- Utopia, Imposibil! de Thomas Disch - traducerea Aurel Cogean
- Laika de Arthur C. Clarke - traducerea Petru Iamandi
- Fiica de Philip Jose Farmer - traducerea Constantin Cozmiuc
- Greseala de Isaac Asimov - traducerea Petru Iamandi
- O simpla întâmplare de John Wyndham - traducerea Valentin Dragu
- Nod temporal de John Wyndham - traducerea Ion Sorin Hobana
- Charlie de Timothy Robert Sullivan - traducerea Dobrin Serban Adrian
- Ultima poveste despre telepatie de Roman Podolnîi - traducerea Petru Iamandi
- Harrison Bergeron de Kurt Vonegurt jr. - traducerea Mihaela Popa
- Crăaiasa neantului și-a nopții de Poul Anderson - traducerea Nina George Dăian

## Almanah Anticipația 1992
În acest an publicația nu a fost tipărită. 

## Almanah Anticipația 1993
Literatură română:
- Ghici cine bate (la ușă) de Lucian Merișca
- Desprindere lentă de Silviu Genescu
- Schemă de Mihail Grămescu
- Genotip de lux de Cotizo Draia.

Literatură străină:
- Corabia umbrelor de Fritz Leiber (Premiul Hugo - 1970; traducere Mihai-Dan Pavelescu)
- Culoarea căzută din cer (The Colour Out of Space) de Howard Phillips Lovecraft (traducerea Mircea Ivănescu)
- Zburătorii nopții de George R. R. Martin; traducere Mihai Dan Pavelescu
- Poveste de război (Warstory) de Gregory Benford; traducere Mihai Dan Pavelescu
- Houston, Houston, mă auzi? de James Tiptree, Jr. (Premiul Hugo, Premiul Nebula); traducere Mihai-Dan Pavelescu
- De aur era nava Oh! Oh! Oh! de Cordwainer Smith; traducere  Dan Merișca
- Muzica sângelui de Greg Bear; traducere Mihai-Dan Pavelescu
- Melancolia elefanților de Spider Robinson; traducere Mihai-Dan Pavelescu
- Un trandafir pentru Ecleziast de Roger Zelazny; traducere Mihai-Dan Pavelescu

Galaxia SF:
- SF-ul românesc, ce este, ce ar putea fi de Cornel Robu
- Atipic, eseu de Jacques Goimard; traducere Florin Leodor Dănilă
- Cele mai bine vîndute filme (pp. 103)

## Almanah Anticipația 1994
Literatură română:
- Florin Pîtea - Țara pustie
- Mihail Grămescu - Întâlnirea de la miezul nopții
- Silviu Genescu - Albastru pe albastru
- Cotizo Draia - Un tablou de Hatshepsut
- Ioan Mânăscurtă - Pantera
- Petrică Sîrbu - Guanele

Literatură străină:
- Christopher Priest - Lumea timpului real, traducere Cristian Lăzărescu
- Terry Pratchett - Pod cu trol; traducere Mirel Palada
- John Varley - Apasă tasta Enter; traducere Mihai-Dan Pavelescu
- Walter Jon Williams - Vedeta video; traducere Florin Pîtea
- Robert Holdstock - Codrul Mitago de Robert Holdstock; nuvelă, traducere Mirel Palada
- Michael Shea - Polifem; traducere Mihai-Dan Pavelescu
- Nancy Kress - Cerșetori în Spania; traducere Florin Pîtea

Eseuri:
- Alexandru Mironov - Blocuri și alianțe deocamdată planetare
- Mihaela & Cristian Ionescu - Acum 40 de ani
- Cornel Robu - Iluzia funcțională în Science Fiction

## Almanah Anticipația 1995
Literatură română:
- Liviu Radu - Purtător de lumină
- Cristian Lăzărescu - Orbul nebun furios și paraliticul lucid
- Aurelius Belei - Techno-System
- Florin Pîtea - E-MAIL
- Pavel D. Constantin - Dualitate
- Doru Stoica & Dănuț Ivănescu - Password Monk
- Silviu Genescu - Scamatorie
- Florin Pîtea - Celălalt
- Sebastian A. Corn - Națiunea da Vinci

Literatură străină:
- Michael Moorcock - Ecce Homo!; roman, traducere Mihai-Dan Pavelescu
- Nancy Kress - Trinitate (Trinity); traducere  Florin Pîtea
- Ted Reynolds - Rătăcind prin toate casele voastre (Through All Your Houses Wandering); traducere Mihai-Dan Pavelescu
- Philip K. Dick - Peste mohorâtul Pământ (Upon the Dull Earth); traducere Cristian Lăzărescu
- George R. R. Martin - Cântec pentru Lya (A Song for Lya); traducere Mihai-Dan Pavelescu
- Robert Holdstock & Garry Kilworth - Mărăcinele (The Ragthorn); traducere Mirel Palada

Galaxia SF
- John Polkinghorne - Unul singur nu este de ajuns; traducere Mihaela Crișan
- Voicu Bugariu - Gnoza SF

## Almanah Anticipația 1996
Literatură română: Rămășițele Verii, de Don Simon
- valANTim - Trei asasinate, cinci dimensiuni, apoi APTERO
- Bogdan Ficeac – Celălalt
- Mihail Grămescu - Gloria
- Radu Pavel Gheo - Ziua verde a lui Percival
- Pavel D. Constantin - Conceput pentru moarte
- Florin Pîtea - Sfinx
- Liviu Radu - Nici un paradox
- Don Simon - Rămășitele verii
- Marian Truță - Nu ne putem abține să nu vă iubim
- Dănuț Ungureanu - Anatomic Grafitti

Literatură străină:
- H. G. Wells - Istorisirea lui Plattner; traducere Ion Hobana
- Philip K. Dick - Sindrom de retragere; traducere Cristian Lăzărescu
- Greg Bear – Petra; traducere Florin Pîtea
- Joe Haldeman - Final de partidă; traducere Cristian Lăzărescu
- Clive Barker - Între dealuri orașele; traducere Florin Mircea Tudor
- Greg Bear – Luptacerbă; traducere Mihai-Dan Pavelescu
- Charles Sheffield - Georgia on My Mind; traducere Monica Dumitriu
- Gregory Benford - Oglinzile oceanului; traducere Mihai-Dan Pavelescu

Eseuri
- Ioan Albescu - Simple întrebări

## Almanah Anticipația 1997
Literatură română:
- Duh melancolic peste lumile lui Ryan de Dănuț Ungureanu,
- Rave-O-Lutton, de Florin Pîtea,
- Morții sunt morți, de Dorin Mera
- Să nu pierdem timpul , Mircea Băduț
- Ciuta, Ladislau Daradici
- La capătul speranței, Aurelius Beler
- Extra-terestrul, de Pavel D. Constantin
- Cimitirul nemuritorilor, de Ovidiu Vitan
- Des-prinderea, de Cristian M. Teodorescu
- Sfoara, Bogdan-Tudor Bucheru
- Amprentar, Costi Gurgu
- Împotriva Satanei, Don Simon
- Identificarea Paradisului; valANTIm

Literatură străină:
- Ultima întrebare, de Isaac Asimov; traducere Leon R. Corbu
- Tânărul Detweiler, de Tom Reamy; traducere Mihai-Dan Pavelescu
- Mașina verde, de William F. Temple; traducere Pavel D. Constantin
- Lungul braț al legii, Larry Niven; traducere Cătălin Teniță
- Leader Cobra de Dennis Marlock; traducere Paula Negrea
- Puțul spațio-temporal de Eric Brown și Stephen Baxter; traducere Sorin Casapu

## Almanah Anticipația 1998
Literatură română:
- Val Antim - Fenomen inexplicabil de violare
- Ladislau Daradici - Timpuri verbale
- Silviu Genescu - Atingerea
- Radu Pavel Gheo - Rană în cer
- Roberto R. Grant - Genocid
- Mihail Grămescu - Desprindere lentă
- Ana-Veronica Mircea - Călugărița
- Florin Pîtea - Sarariman
- Liviu Radu - Descendenți
- Don Simon - Cum a fost învins dragonul mării de răsărit
- Marian Truță - De ce cad îngerii
- Dănuț Ungureanu - Noaptea în ora

Literatură străină:
- Pierre Jean Brouillaud - Pirații și poporul atolului de corali; traducere Laurențiu Turcu
- Pierre Jean Brouillaud - Monstrul și domnișoara Crysale; traducere Laurențiu Turcu (nem.)
- Olivier Bidchiren - Baletul astrelor; traducere Alina Radu
- Olivier Bidchiren - Cartea a noua a lui Sato; traducere Florin Leodor Dănilă
- Sylvie Denis - Elisabeth for ever; traducere Alina Radu
- Jean-Claude Dunyach - Memoria covorului (un mister bine urzit); traducere Laurențiu Turcu
- Jean-Pierre Planque - Din tată necunoscut; traducere Alina Radu
- Patrick Raveau - Memoria vântului; traducere Laurențiu Turcu
- Jérémi Sauvage - Fulgi de zăpadă eternă; traducere Laurențiu Turcu
- Pierre Stolze - Iubire stelară; traducere Alina Radu
- Francis Valéry - Călători fără memorie; traducere Laurențiu Turcu
- Roland C. Wagner - Lividă-ți este pielea, roșie privirea; traducere Laurențiu Turcu
- Joëlle Wintrebert - Transfuzie; traducere Laurențiu Turcu
- Alain le Bussy - Călătoria amintirilor; traducere Victor Toroș
- Alain Le Bussy - Fata care se temea de apă; traducere Victor Toroș
- Alain Dartevelle - Ape tulburi; traducere Laurențiu Turcu
- Alain Dartevelle - Oglinzi; traducere Victor Toroș
- Claude Dumont - Păianjenii; traducere Victor Toroș
- Cristophe Kauffman - Așezații; traducere Laurențiu Turcu
- Adam Posamai - David III Knox; traducere Victor Toroș
- Anne Smulders - Visuri; traducere Victor Toroș
- Terry Bisson - În Odaia din Vârf; traducere Mihai-Dan Pavelescu
- Harlan Ellison - Un băiat și câinele său; traducere Mihai-Dan Pavelescu
- Bruce Sterling - Mecanicul de biciclete; traducere Cătălin Teniță
- Jack Vance - Urlătorii; traducere Mihaela și Cristian Ionescu
- Herbert George Wells - Povestea răposatului domn Elvesham; traducere Dorin A. Groza

## Almanah Anticipația 1999-2000
Literatură română:
- Marile migrații de Aurel Cărășel
- Colecționarul de Mircea Cărbunaru
- Un vis «pentru doi» de Val Antim
- Comercianții de Bogdan-Tudor Bucheru
- Luna unei nopți din luna mai  de Ladislau Daradici
- Lumea lui David de Garstea Natan
- Scena cu salonul de Mihail Grămescu
- Ciuma de sticlă de Costi Gurgu
- Ikiru este de MADI
- Dispariția de Victor Martin
- Trickster de Ana-Maria Negrilă
- An/Organic de Florin Pîntea
- Stella de Liviu Radu
- Mireasa Eternă de Don Simon
- Omul care a ucis pentru mândria rănită a lumii de Ovidiu Vitan
- Stăpânii abstracți ai lumii de Jean-Lorin Sterian

Literatură străină:
- Mireasa Centaurului (The Bride of the Man-Horse) și Venirea mării (The Coming of the Sea) de Lord Dunsany (Edward Plunkett, al XVIII-lea Baron de Dunsany) (traduceri de Bogdan Fofircă și Mircea Cărbunaru)
- Molia Lunii (The Moon Moth) de Jack Vance (traducere de Mihai-Dan Pavelescu)
- Un labirint solar (A Solar Labyrinth) de Gene Wolfe (traducere de Mihai-Dan Pavelescu)
- Țesătoarea viselor (Dream Weaver) de Jane Yolen (traducere de Mihai-Dan Pavelescu)
- Casa viselor (House of Dreams) de Michael F. Flynn (traducere de Ana-Veronica Mircea)
- Încotro pleci? De unde vii? („Where Are You Going, Where Have You Been?”) de Joyce Carol Oates (traducere de Lidia Vianu)
- Fragment din Cartea Mării (Fragment du livre de la mer)[4] de Roland C. Wagner (traducere de Horia Nicola Ursu)
- Kyrie de Poul Anderson (traducere de Ioana Robu)

- Ce putem găsi (numai) în Science-Fiction de Cornel Robu (eseu)

## Almanah Anticipația 2013
O nouă lansare a acestui almanah de către editura Nemira:
- „O aventură numită Anticipația” - Alexandru Mironov
- „Luntreea sublimă” - Victor Kernbach
- „Prețul secant al genunii” (fragment) - Adrian Rogoz
- „Mașinăriile bucuriei” - Ray Bradbury
- „Chrome” - William Gibson
- „Despre infern și calculatoare” - Liviu Radu
- „Menajeria de hârtie” - Ken Liu
- „Sunt Omega” - Sebastian Corn
- „Iubitul meu vampir și cometa de sânge” - Roberto Quaglia & Ian Watson
- „Anna Lise” - Oliviu Crâznic
- „Decor scenic cu spinări și partoni” - Aurel Cărășel
- „Ubik, mon amour” - Marian Truță
- „Vesti dintr-un univers pitic” - Dănuț Ungureanu[6]

## Almanah Anticipația 2014
- redactor-șef Flavius Ardelean[7][8]
- „Jocul” de Daniel Haiduc[9][10]
- „Întâlnire pe câmpul cu maci” de Diana Alzner[11][12]

- Hoțul cuantic (roman, fragment) de Hannu Rajaniemi
- „Alberto” de Oliviu Crâznic
- „Țancurile luminii eterne” de Cristian Vicol
- „Prisăcarul” de George Anania
- povestiri de Constantin Cubleșan și de David Brin din edițiile anterioare ale Almanahului Anticipația
- „Holston”, fragment din romanul Silozul de Hugh Howey

## Almanah Anticipația AtlantykroN 25
Ediție specială de Aurel Cărășel și Alexandru Mironov cu ocazia a celei de a 25-a ediții a taberei de vară AtlantykroN. Coperta este realizată de Tudor Popa.
- Alexandru Mironov - Pagini din Enciclopedia Galactică - De-a lungul poveștii (eseu)
- Aurel Cărășel -  Atlantykron - localizare geografică
- Aurel Cărășel -  Atlantykron, istoria unei tabere, 1990 - 2001
- Aurel Cărășel -  Atlantykron, istoria unei academii, 2002 - 2013
- Ficțiune scurtă: Alina Dragomir, Aurel Cărășel, Dan și Lucian Merișca, George Ceaușu, Ovidiu Petcu, Marian Truță, Don Simon, Marian Irimia, Sebastian A. Corn
- Ficțiune scurtă străină: Roberto Quaglia, Ian Watson, Norman Spinrad, Joe Haldeman și Robert Sheckley.

## Almanah Anticipația 2015
- „Mărturisiri complete”, eseu de Alexandru Mironov
- „Personajul în proza fantastică romanească recentă. O trecere de la numele goale la o nouă substanță”, eseu de Cătălin Badea Gheracostea.

Dosar Philip K. Dick, realizat de Cristian Tamaș
- „Cine este scriitor de SF?”, eseu de Philip K. Dick;
- „Philip K. Dick: Un vizionar printre șarlatani”, eseu de Stanisław Lem;
- „Navetistul”, de Philip K. Dick

Proză românească
- „Poveste de iarnă”, de Aurel Cărășel;
- „Habitaclu. Ziua 12345”, de Cristian M. Teodorescu (Cristian-Mihail Teodorescu);
- „Ghereta”, de Mircea Liviu Goga;
- „Pălărierul”,  de Florin Pîtea;
- „Revolta îngerilor”, de Rodica Bretin
- „Cathy Blue”, de Mircea Opriță;
- „Ultima cursă a lui Kitty Claire”, de Dănuț Ungureanu
- „Întoarcerea în moarte”, de Oliviu Crâznic
- „Clona-mi-aș”, de Doru Stoica;
- „Banchetul sărmanilor”, de Viorel Pîrligras;
- „Gloanțe vii”, de Irving T. Creve (Florin Stanciu);
- „Entitæt”, de Silviu Genescu
- „Lunea maniacilor”, de Roxana Brînceanu
- „„Basmania”, precum în basm, asa și pe Pământ”,  basm SF de Monica Andronescu
- Aventurile căpitanului Ro: Război în inima Europei, bandă desenată de Dodo Niță

Proză străină (numai scriitoare)
- „Dacă tu ai fi fost un dinozaur, iubite”, de Rachel Swirsky
- „Poveștile cu selkie sunt pentru păguboși”, de Sofia Samatar
- „Doamna astronaut de pe Marte”, de Mary Robinette Kowal;
- „Stelele care așteaptă”, de Aliette de Bodard

Dosar Alexandru Ungureanu
- „Remember Alexandru Ungureanu”; eseu
- „Fan Fiction” eseu de Radu Hallipa;
- „Nesfârșita mașină” de Alexandru Ungureanu;
- „Artele marțiale moderne (III)” de Radu Hallipa

## Almanah Anticipația 2016
- Dănuț Ungureanu - „Lumină lină” și „Pedala mâncând pământul”
- Alastair Reynolds - „Ultimul jurnal al Lachrimosei” (din Universul Revelation Space)
- Florin Pîtea - „Telefonia” (din proiectul Cartea cu scoarțe de argint, ferecate)
- Alexandru Lamba - „Afaceri murdare”
- Matthew Kressel - „Smeritul și Ocheana atotvăzătoare”
- Sarah Pinsker - „O șosea pe două benzi”
- Aurel Cărășel - „Vânătoare de mutanți”
- Lucian Dragos Bogdan - „Circarul”
- Thomas Olde Heuvelt - „Ziua când lumea s-a întors cu susul în jos”
- Alaya Dawn Johnson - „Un ghid al fructelor din Hawai’i”
- Gray Rinehart - „Țărâna în țărână, Pământul în Alluvium”
- Viorel Pîrligras - „Precaritatea nivelei cu bulă de aer”
- Ursula Vernon - „Blana de iepure”
- Ovidiu Petcu - „Timpul – final deschis”
- Eugen Cadaru - „La statui”
- Balin Feri - „Fericitul viitor”
- Bogdan Cismariu - „Sora Nemira”